# Vaterpolo klub Šipan Šipanska Luka
| Radovi u tijeku! |
| Jedan vrijedni suradnik upravo radi na ovom članku! Mole se ostali suradnici da NE UREĐUJU članak dok je ova obavijest prisutna. Koristite stranicu za razgovor ako imate komentare i pitanja u vezi s člankom. Kada radovi budu gotovi predložak će ukloniti suradnik koji ga je postavio na članak! Predložak može svatko ukloniti ako 6 sati nije bilo promjena u članku i njegovoj stranici za razgovor. |

Vaterpolo klub "Šipan" (VK "Šipan"; V.K. Šipan; Šipan; Šipan Šipanska Luka) je muški vaterpolski klub iz Šipanske Luke, Grad Dubrovnik, Dubrovačko-neretvanska županija, Republika Hrvatska. 

## Vanjske poveznice
- sportilus.com, VATERPOLO KLUB ŠIPAN